# Lydia Gurley
Lydia Gurley (* 9. September 1984 in Athenry) ist eine ehemalige irische Radsportlerin.

## Sportlicher Werdegang
2015 wurde Lydia Gurley irische Vize-Meisterin im Straßenrennen, im Jahr darauf belegte sie bei der nationalen Meisterschaft Platz drei im Einzelzeitfahren. 2016 wurde sie irische Meisterin in der Einerverfolgung auf der Bahn. Im Jahr darauf errang sie bei den Bahneuropameisterschaften in Berlin gemeinsam mit Lydia Boylan die Silbermedaille im Zweier-Mannschaftsfahren.
2020 qualifizierten sich Lydia Gurley und Lydia Boylan für den Start im Zweier-Mannschaftsfahren bei den Olympischen Spielen in Tokio. Im Jahr darauf gingen allerdings Shannon McCurley und Emily Kay in Tokio an den Start, während Gurley lediglich als Reserverfahrerin mitreiste. Im Jahr darauf beendete sie ihre sportliche Laufbahn.

## Erfolge
2016
- Irische Meisterin – Einerverfolgung

2017
- Europameisterschaft – Zweier-Mannschaftsfahren (mit Lydia Boylan)

## Ehrungen
2017 wurden Lydia Gurley und Lydia Boylan vom irischen Radsportverband Cycling Ireland für ihre herausragende Leistung bei den Bahn-Europameisterschaften mit dem Outstanding Achievement Award geehrt.